# Cryptoblepharus fuhni
Espèce
Cryptoblepharus fuhni est une espèce de sauriens de la famille des Scincidae.

## Répartition
Cette espèce est endémique du Queensland en Australie.

## Étymologie
Cette espèce est nommée en l'honneur d'Ion Eduard Fuhn.

## Publication originale
- Covacevich & Ingram, 1978 : An undescribed species of rock dwelling Cryptoblepharus (Lacertilia: Scincidae). Memoirs of the Queensland Museum, vol. 18, p. 151-154.